# Carey D. Miller
Pour les articles homonymes, voir Miller.
Carey Dunlap Miller (1895 - 1985) est une scientifique américaine spécialisée dans l'alimentation. Elle est professeure d'alimentation et de nutrition à l'université d'Hawaï à Manoa (UH) et présidente du département de 1922 à 1958.

## Enfance et éducation
Carey Miller naît de parents immigrés qui possédaient un ranch dans l'Idaho. Elle est diplômée de la Boise High School en 1912. Elle obtient sa licence avec mention à l'université de Californie, Berkeley, puis sa maîtrise à l'université Columbia.

## Carrière
Carey Miller refuse d'abord l'offre du président de l'UH, Arthur L. Dean, de devenir professeure adjointe à la faculté de l'université d'Hawaï en avril 1922, mais a finalement accepté. Miller est professeure d'alimentation et de nutrition à l'UH et président du département de 1922 à 1958.

### Recherche
Carey Miller étudie les régimes alimentaires hawaïens et le métabolisme des habitants, principalement des Polynésiens et des Asiatiques, et a ublie ensuite des ouvrages sur la composition des aliments indigènes. Elle a également effectué des recherches sur la teneur en vitamines des ananas, goyaves, papayes, mangues et autres produits locaux, frais ou en conserve, qui se sont révélées très bénéfiques pour la santé.

## Héritage
Pionnière dans le domaine des sciences de l'alimentation, elle publie des travaux de recherche, développé les programmes de sciences de l'alimentation et de nutrition à l'université d'Hawaii à Manoa, et a versé 335 000 dollars de bourses d'études et 670 000 dollars à des organisations hawaïennes après sa mort en 1985

### Sélection de livres
- (en) Murai M., Pen Florence, Miller C. D., Some Tropical South Pacific Island Foods: Description, History, Use, Composition, and Nutritive Value, University of Hawai Press, 1970.
- (en) Miller, C.D., Fruits of Hawaii Description, Nutritive Value, and Recipes, University of Hawai Press, 1976
- (en) Miller C.D., Robbins R.C., Bazore K., Some Fruits of Hawaii: Their Composition, Nutritive Value and Use in Tested Recipes, University Press of the Pacific, 2002